# تأثير دروست

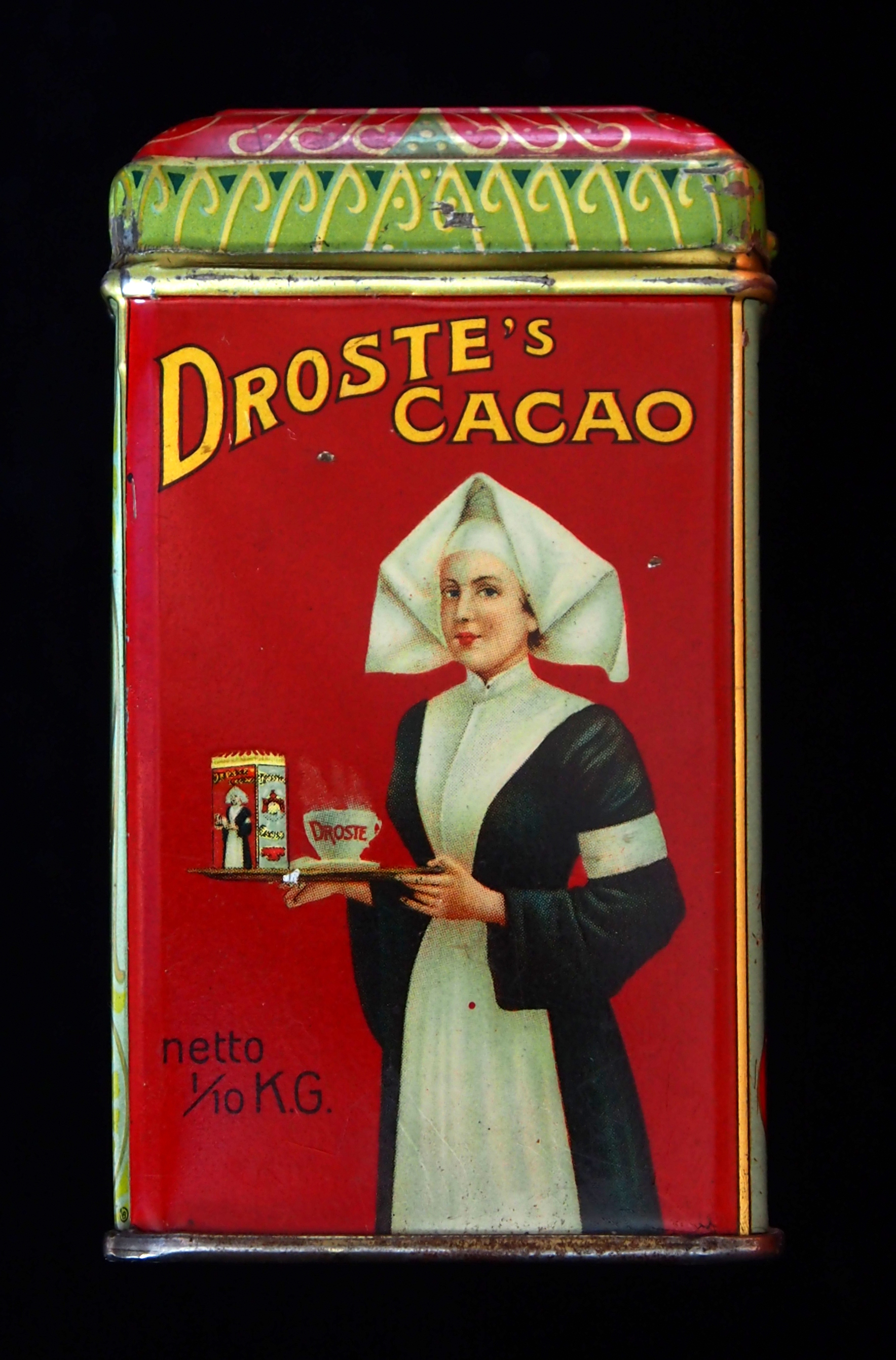
تأثير دروست

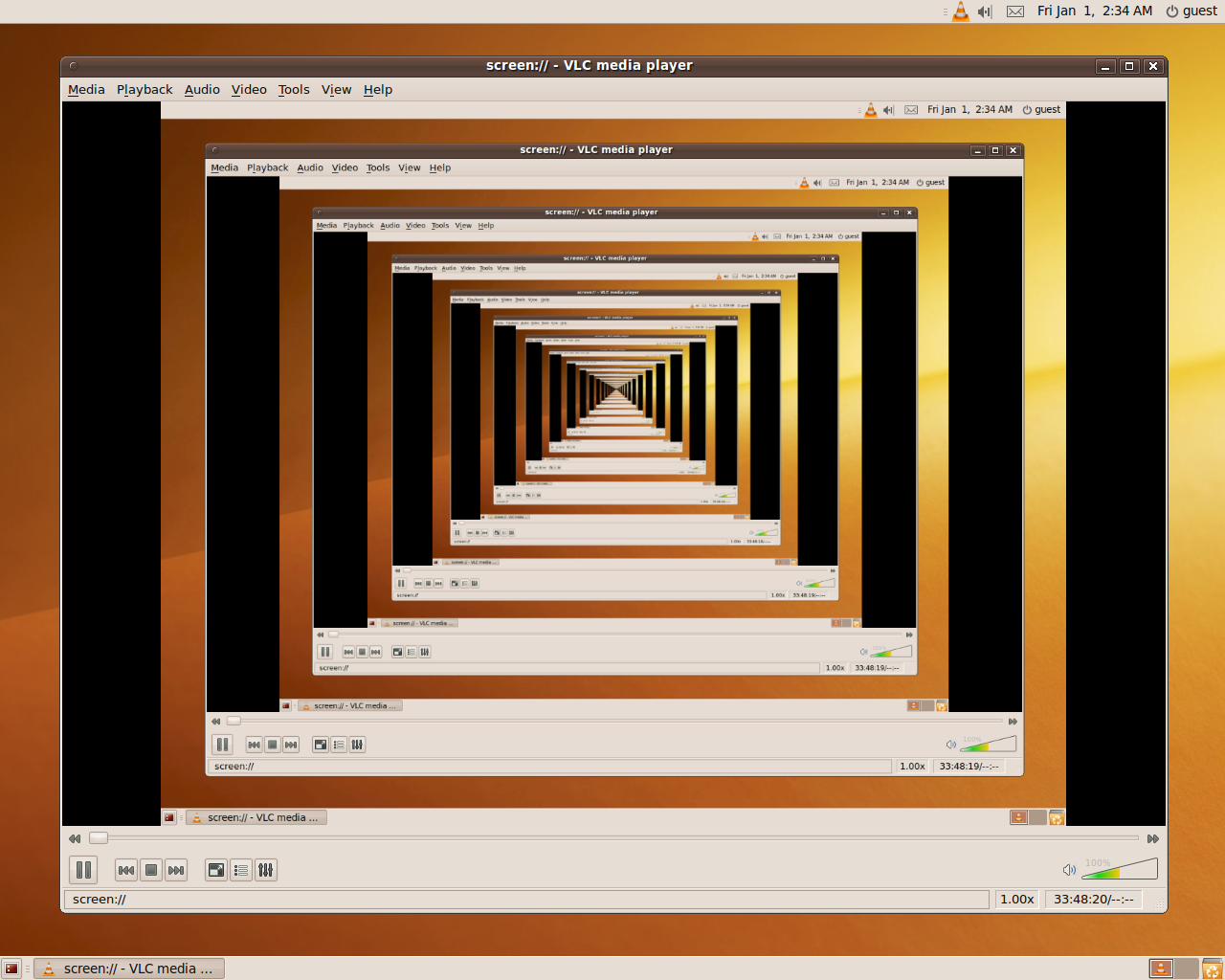
تأثير دروست

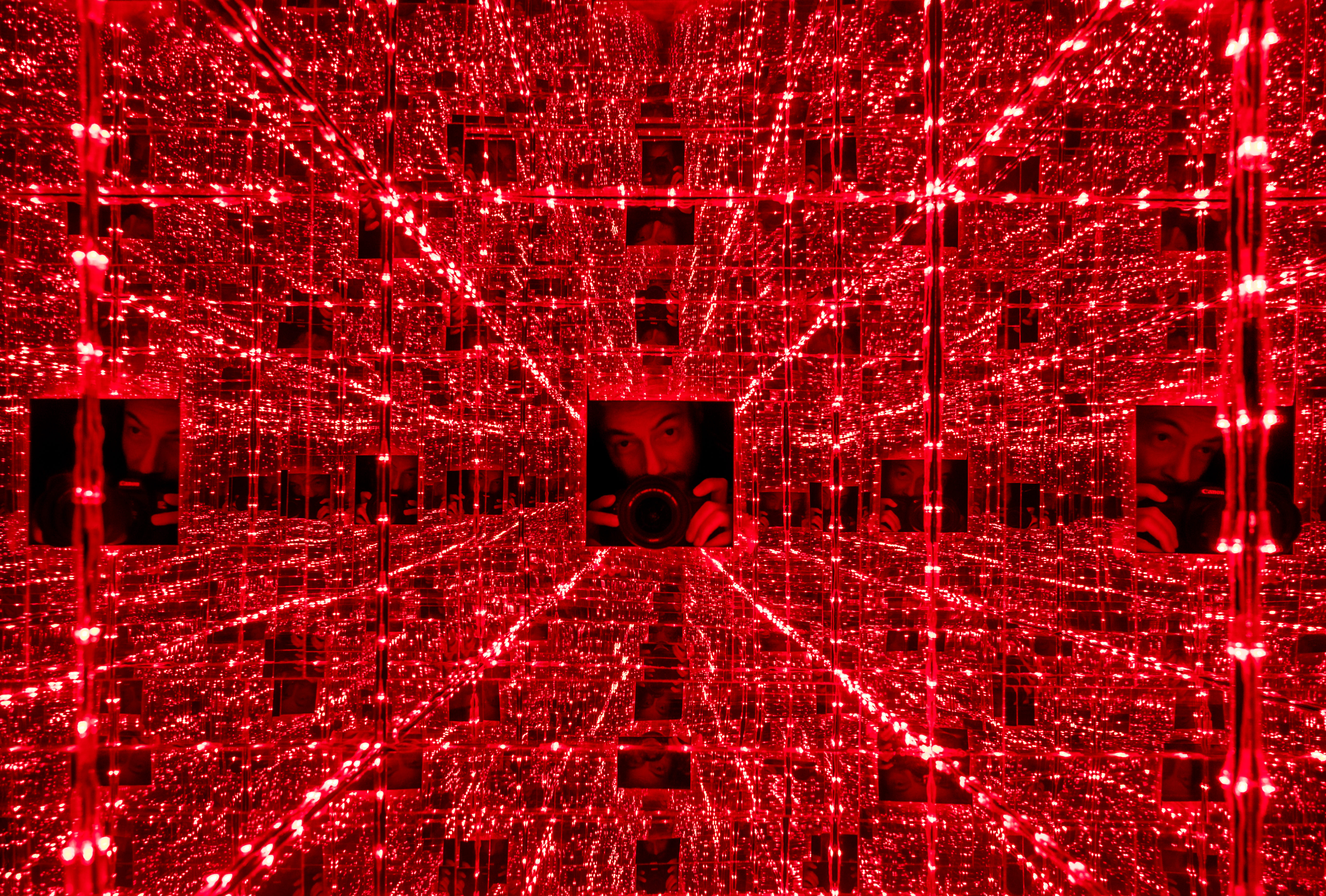
تأثير دروست

تأثير دورست (بالإنجليزية: Droste effect)‏ وهو تأثير صورة تظهر داخل نفسها، من الناحية النظرية يمكن لهذا أن يستمر إلى مالا نهاية؛ اما عمليا فإنه يستمر فقط طالما أن دقة الصورة واضحة، والتي تصغر مع كل تكرار.